# 宮崎敦巳
宮﨑 敦巳（みやざき あつみ、1989年9月2日 - ）は日本の声優。元アセンブルハート所属｡

## 主な出演作

### アニメ
- ナルどマ （2015年）ケイ役
- トリアージX（2015年　望月龍役[1]）

### ゲーム
- ゴールドリベリオン
- スターリーガールズ （2017年）ガニメデ役[2]